# Рамакка
Рама́кка (итал. Ramacca) — коммуна в Италии, расположена в регионе Сицилия, подчиняется административному центру Катания.
По данным Национального института статистики, население коммуны, на 01.01.2023 года, составляло 10 251 человек, плотность населения─ 33,45 чел./км². Коммуна занимает площадь 306,43 км². Почтовый индекс — 95040. Телефонный код — 095.
Покровителем коммуны почитается святой Иосиф Обручник, празднование 19 марта.